# Обдёх
Обдёх — река в России, протекает по территории Печорского района Псковской области.
Река берёт начало из озера Мальского, впадает в Псковское озеро, длина реки составляет 19 км. В реку впадают притоки — Смолка, Булова и Коломенка, а также несколько безымянных. Высота устья — 45,3 м над уровнем моря.
От истоку к устью на реке расположены следующие населённые пункты: Трынтово, Раково, Вашина Гора, Заболотье, Лезги, Сорокино, Сохино, Большая Гверстонь, Подгорье, Кудина Гора, Молочково-Дубенец, Анохово.

## Данные водного реестра
По данным государственного водного реестра России относится к Балтийскому бассейновому округу, водохозяйственный участок реки — Водные объекты бассейна оз. Чудско-Псковское без р. Великая. Относится к речному бассейну реки Нарва (российская часть бассейна).
Код объекта в государственном водном реестре — 01030000312102000029545.